# 刑法效力
刑法效力，也称刑法的适用范围，是指刑法在空间、时间上具有的适用效力；是刑法学的重要概念之一。

## 空间效力
刑法的空间效力所涉及的是一国宪法在地域和人群适用的问题。当行为与本国具有的场所、人、物的关系，侵犯了本国国家或公民利益，就应当有适用本国刑法的权力。涉及到国内犯（发生在本国领域内的犯罪）与国外犯（发生在本国领域外的犯罪）效力。而对于冲突管辖中，一些国家也包括对于外国刑事判决的承认。
刑法对国内犯的基本适用原则是属地管辖权，即一个国家对发生在本国领域内的犯罪人，不管行为人是谁都适用本国刑法，其中包括领陆、领空、领水、属于该国的船舶和航空器。具有其他特殊规定的情况包括有：不适用刑法的情形，包括外交特权与豁免权的外国人刑事责任，通过外交途径解决。《中华人民共和国刑法》规定（第6条），犯罪的行为或者结果有一项发生在中华人民共和国领域内，就认为是在中华人民共和国领域内犯罪。
刑法对国外犯的情况包括本国公民在外国实施的犯罪；外国人在国外实施的危害本国国家或公民权益的犯罪；外国人在国外实施的危害各国共同利益的犯罪。《中华人民共和国刑法》对应采取属人管辖原则（第7条）、保护管辖（第8条）和普通管辖原则（第9条）。
| 中华人民共和国刑法的空间效力 | 刑法规定 | 适用对象                                 | 注意 |
| ---------------------------- | -------- | ---------------------------------------- | --- |
| 属地管辖原则                 | 第6条    | 在中国的自然人                           | 有外交特权和豁免权的外国人的刑事责任，通过外交途径解决 |
| 属人管辖原则                 | 第7条    | 在国外的中国人                           | 一般公民在国外犯罪的，适用中国刑法，但按照中国刑法规定法定最高刑为3年以下有期徒刑的，可以不予追究。中国大陆国家工作人员和军人在国外犯罪的，无论罪行轻重，一律适用本法。 |
| 保护管辖原则                 | 第8条    | 在国外的外国人（对中国国家或公民犯罪的） | 必须是中国和犯罪地的法律都认为是犯罪。须属于按照中国刑法规定法定刑最低刑为3年以上有期徒刑的犯罪                                                                         |
| 普遍管辖原则                 | 第9条    | 在国外的外国人（国际犯罪）               | 只要这样的犯罪嫌疑人出现在中国领域内，就应当对其行使行使管辖权；其结果是或起诉或引渡                                                                                    |

## 时间效力
刑法的时间效力包括刑法的生效时间、失效时间与溯及既往的效力。生效的时间有自公布之日起生效，比如《中华人民共和国关于惩治骗购外汇、逃汇和非法买卖外汇犯罪的决定》；或者公布后间隔一段时间才生效。
刑法的溯及力是指刑法生效后，对它生效前未经审判、判决未确定或者未裁定的行为是否具有追溯适用效力。根据罪刑法定原则，中华人民共和国采取禁止不利于行为人的溯及既往，但允许有利于行为人的溯及既往。